# قرار مجلس الأمن التابع للأمم المتحدة رقم 1903
قرار مجلس الأمن التابع للأمم المتحدة رقم 1903، الذي تم تبنيه بالإجماع في 17 ديسمبر / كانون الأول 2009، جدد حظر السفر على الأشخاص الذين يُعتبرون تهديدًا للسلام في ليبيريا لمدة 12 شهرًا، مطالبًا حكومة ليبيريا بمواصلة تطبيق تجميد الأصول المفروض على من يخضعون للعقوبات. كما أعاد المجلس تعديل حظر الأسلحة المفروض على البلاد من خلال السماح للحكومة الليبيرية وقوات حفظ السلام التابعة للأمم المتحدة في البلاد باستلام عتاد عسكري معين لمدة 12 شهرًا.
كما مدد القرار ولاية فريق الخبراء لفترة إضافية حتى 20 ديسمبر 2010، لرصد تنفيذ التدابير المنصوص عليها في القرار 1903. وكلف الفريق بتقديم تقرير عن التقدم المحرز في قطاع الأخشاب والتعاون بنشاط مع نظام عملية كيمبرلي لإصدار الشهادات، مشيرا إلى أنه أنهى الحظر السابق على تصدير الماس والأخشاب من البلد.
بعد تمرير القرار، قال نائب وزير الإعلام الليبيري كليتوس سيه إن الإجراء «يظهر التزام الحكومة الليبيرية بإعادة بناء السلام والتنمية في البلاد» والتصميم على تحسين مكانة ليبيريا الدولية.